# 10cc

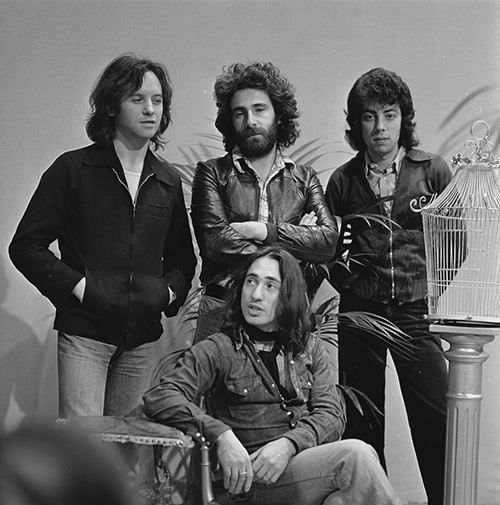
Membrii formației în 1974: (începând din stânga sus) Eric Stewart, Kevin Godley, Graham Gouldman și Lol Creme

10cc este un grup muzical art-rock britanic, format în 1970 la Stockport.
Inițial, în componența acestuia au intrat: Eric Stewart (voce, chitară), Lol Creme (Lawrence Creme, voce, chitară), Kevin Godley (voce, baterie) și Graham Gouldman (voce, chitară).
După o perioadă de lucru cu Neil Sedaka, formația obține un succes notabil la casa de discuri a lui Jonathan King cu piesa Donna, care a ajuns pe locul al doilea în Regatul Unit.
În 1975 au lansat I’m Not In Love, care le-a adus un succes memorabil, atât în Marea Britanie cât și în SUA.
Un an mai târziu, grupul se divide în două:  Godley și Creme încep o carieră în producția video, iar Stewart și Gouldman cooptează pe Rik Fenn (chitară), Tony O’Malley (claviatură) și Stuart Tosh (tobe), care devin noi membri ai grupului.
În 1982, Stewart și Gouldman au abandonat activitatea în cadrul grupului, dedicându-se unor proiecte și colaborări externe.
Un nou album apare abia în 1992, când cei doi reîncep să scrie împreună, iar Godley și Creme se alătură la înregistrări.
Această reunire temporară nu s-a bucurat însă de succesul scontat

## Discografie
- 1997: The Very Best Of 10CC
- 1996: King Biscuit Flower Hour
- 1995: Alive
- 1995: Mirror Mirror
- 1992: …Menswhile
- 1983: Windows In The Jungle
- 1982: 10CC In Concert
- 1981: 10 Out Of 10
- 1980: Best of 10CC
- 1980: Look Hear
- 1972 – 1978, (1979) Greatest Hits
- 1978: Bloody Tourists
- 1977: Deceptive Bends
- 1977: Live & Let Live
- 1976: How Dare You?
- 1975: 100CC
- 1975: The Original Soundtrack
- 1975: Greatest Hits
- 1974: Sheet Music
- 1973: Ten CC.